# Peranakan
Peranakan-kineser eller Baba-Nyonya är termer som används för ättlingar till kinesiska invandrare (ursprungligen ättlingar till kinesiska män och malajiska eller indonesiska kvinnor) i den indonesiska övärlden (Nusantara) under kolonialtiden på sent 1600 och 1700-tal.
Medlemmarna av denna befolkningsgrupp i Malacka benämner sig som "Nyonya Baba" istället för "Baba-Nyonya". Nyonya är termen för damerna och Baba för herrarna. Det avser särskilt den etniska kinesiska befolkningen i de brittiska Straits Settlements i Brittiska Malaya och den tidigare nederländsk-kontrollerade ön Java och på andra platser, som helt eller delvis antagit Nusantara-kulturen för att assimileras in i de lokala samhällena. De utgjorde eliten i Singapore, mera lojala till den britterna än till Kina.
De flesta har bott i generationer längs Malackasundet. De var oftast handlare, mellanhänder mellan britter och kineser, eller kinesiser och malajer, eftersom de oftast var utbildade i engelska. På grund av detta, har de nästan alltid haft förmågan att tala två eller flera språk. I senare generationer har en del förlorat förmågan att tala kinesiska då de assimilerades med Malackahalvöns kultur och började tala malaysiska flytande som första eller andra språk.